# Urbandale (Iowa)
Urbandale – miasto w Stanach Zjednoczonych, w stanie Iowa, w hrabstwie Dallas i Polk. W 2008 liczyło 38369 mieszkańców.